# Schloss Seibersdorf (Bayern)

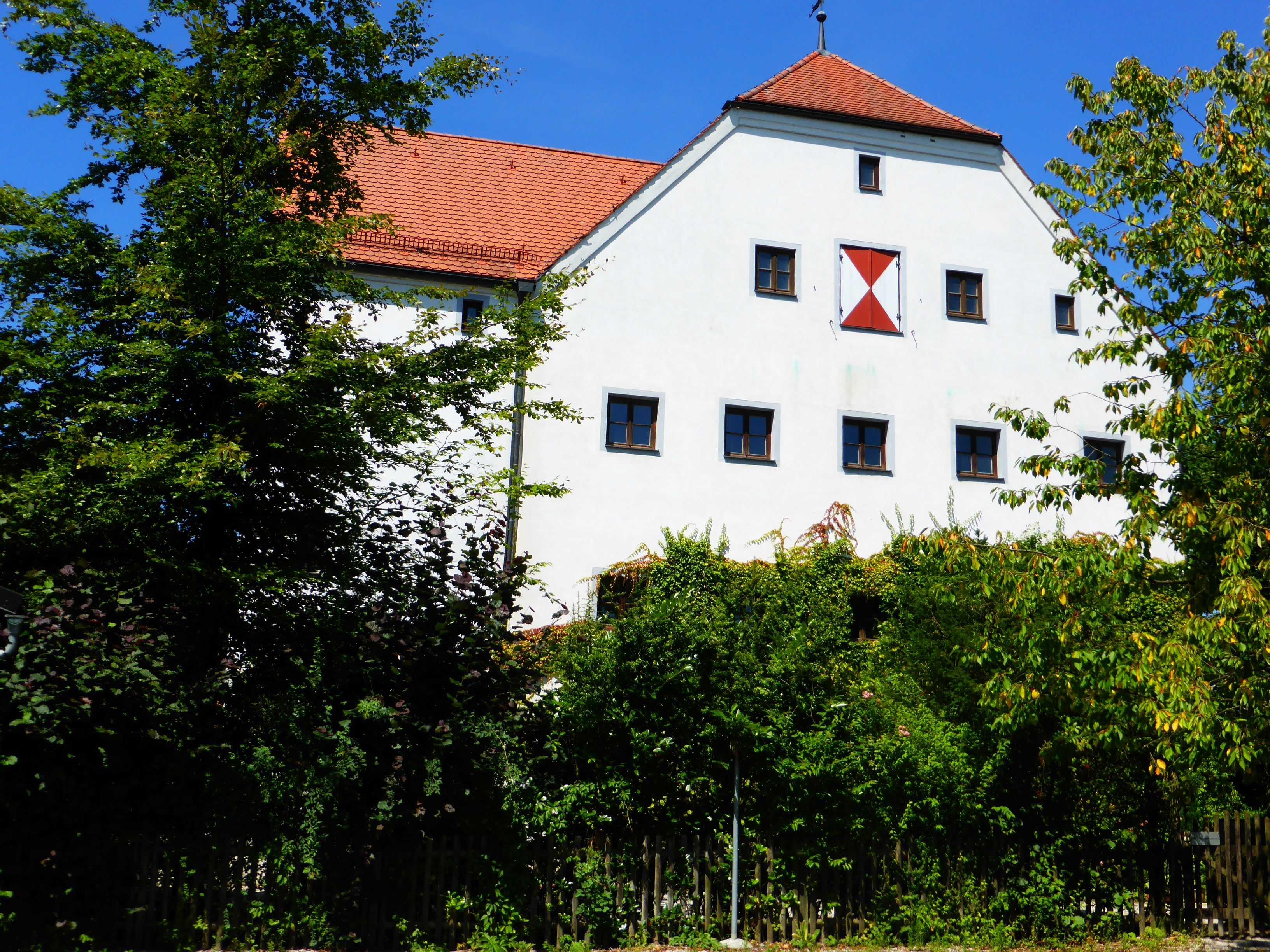
Schloss Seibersdorf heute

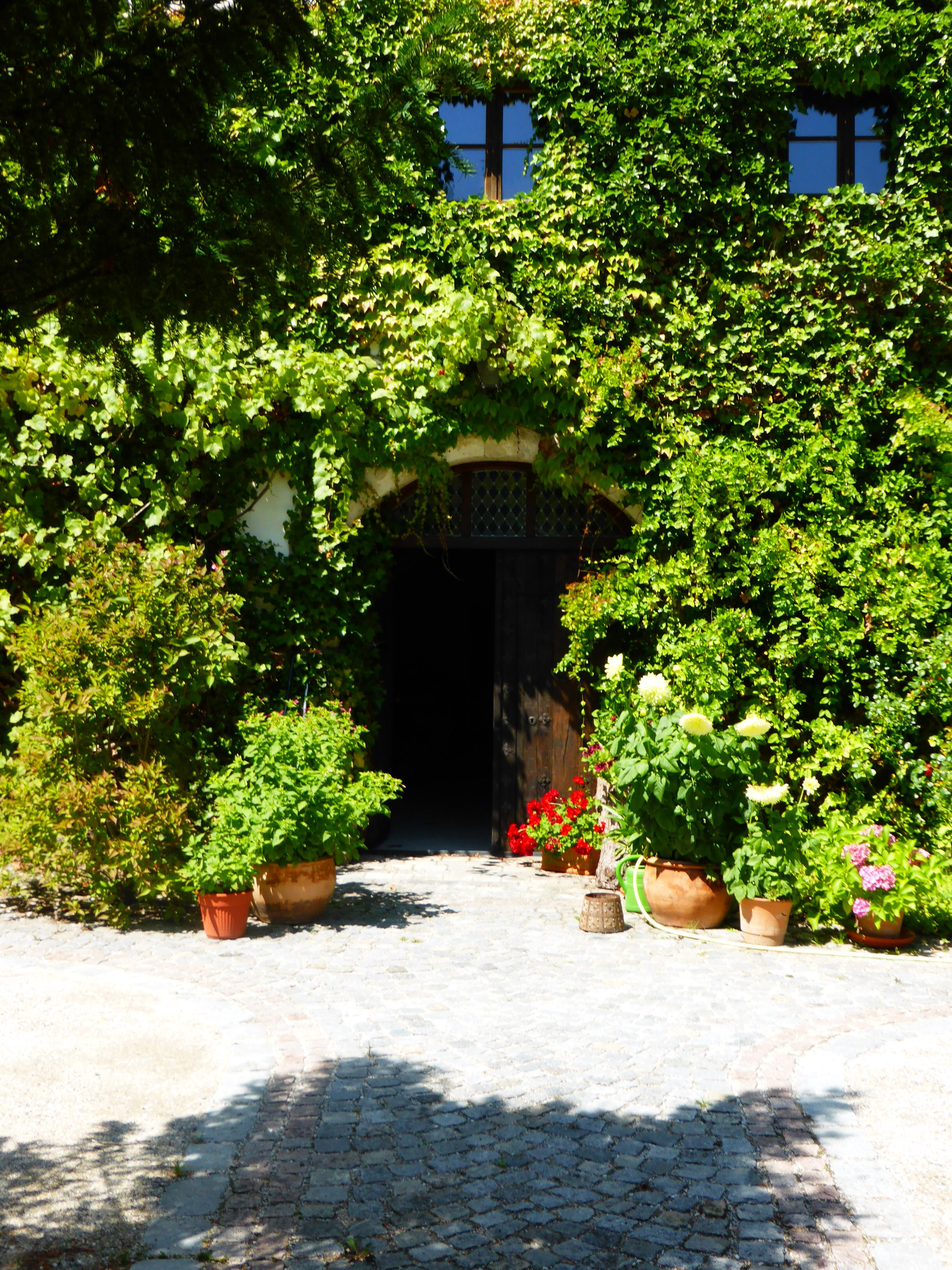
Eingangsportal Schloss Seibersdorf

Das Schloss Seibersdorf ist ein ehemaliges Hofmarksschloss (Hofmarkstraße 2). Es befindet sich im gleichnamigen Gemeindeteil der Gemeinde Kirchdorf am Inn im Landkreis Rottal-Inn von Bayern. Es ist unter der Aktennummer D-2-77-128-17 ein denkmalgeschütztes Baudenkmal. Die Anlage wird ferner als Bodendenkmal unter der Aktennummer D-2-7743-0003  mit der Beschreibung „Untertägige mittelalterliche und frühneuzeitliche Befunde und Funde im Bereich des Hofmarkschlosses von Seibersdorf mit abgegangenem Wirtschaftshof“ geführt.

## Geschichte
Zuerst waren die Herren von Seibersdorf, ursprünglich Seifriedsdorf genannt, die Grundherrn im Ort. Sie besaßen rund um die Ortschaft Seibersdorf ansehnliche Besitzungen und Grundherrschaften.
Urkundlich sind sie vom 12. bis zum 16. Jahrhundert hier nachweisbar. Um 1140 erschienen Diemarus und Rouperth de Sifridestorf als Siegelzeugen. 1488 ist als Besitzer des Sitzes Seibersdorf ein Heinrich Seibersdorfer nachgewiesen. Heinrich Seibersdorfer war dazumal Kastner zu Landshut, er ist noch 1507 als Saß zu Seibersdorf belegt. Nach einem Lehensrevers des Anton von Seibersdorf, Pfleger zu Trostberg, an Herzog Wilhelm IV. bekamen 1539 den Sitz seine Schwestern verliehen. Lehensträger für Katharina Seiersdorfer war ihr Gemahl Cyriacus von Preysing, für Amalie deren Gemahl Joachim von Weichs, welcher auch für die dritte Schwester Anna das Lehen übernahm. 1544 sandte Joachim von Weichs den seiner Gattin zugefallenen Anteil an Seibersdorf den Herzögen Wilhelm und Ludwig auf (d. h., er stellte dem Landesherrn diesen Besitz wieder zur Verfügung), nachdem er diesen an seinen Schwager Veit Lung zu Planegg (der Gatte der Anna) verkauft hatte.
Im gleichen Jahr haben Cyriacus von Preysing und seine Gemahlin Katharina sowie Veit Lung zu Planegg mit seiner Gattin Anna den Sitz an Kaspar Offenheimer, herzoglicher Rat und Rentmeister zu Burghausen, verkauft. Herzog Wilhelm verlieh dem Offenheimer für seine Verdienste dem Sitz Seibersdorf und dessen Pertinenzen die Hofmarksfreiheit. Über Hanns Offenheimer, dem Sohn des Kaspars, gingen die Lehen 1580 an seine Kinder (Kaspar, Eustachius, Hans, Georg, Sabina, Martha und Rosina) über. Lehensträger war Heinrich Flitzinger zu Haag und Penzing. Das Erbe wurde nicht unter allen Geschwistern aufgeteilt, sondern 1590 wurde es nur dem Eustachius und dem Hans zu Guteneck und Seibersdorf zugestanden. 1599 erhielt der Bruder Georg wegen Verhinderung des Johann (Hans) Offenheimer und des im auswärtigen Dienst stehenden Eustachius das Lehen. 1630 bzw. 1631 empfing Hans Kaspar von Offenheim das ganze Lehen Seibersdorf (teils von seinem Vater Johannes, teils von seinen Vettern Ferdinand und Hans Karl, Söhne des Eustachius). Nach seinem Tod ging Seibersdorf an seine drei noch minderjährigen Kinder (Hans Adam, Hans Ignaz, Hans Sigmund) über. Lehensträger wurde Johann Christoph Mändl von und zu Deutenkofen. Hans Ignaz bekam 1664 den ungeteilten Besitz als Lehen, da sein Bruder Hans Adam als Mörder des Hans Sigmund flüchtig und nicht belehnbar war. Allerdings wurde auch Hans Ignaz wegen eines Ehebruchsdelikts flüchtig und so wurden als Vormünder für Seibersdorf Adam Caspar Freiherr von Freyberg und Johann Ludwig Schleich von Harbach eingesetzt. Bis 1746 sind die Freiherren von Offenheim aufgrund der Lehensreverse als Herren von Seibersdorf nachweisbar. 
Allerdings ist aus einem Revers des Maximilian Franz Josef Freiherrn von Berchem, Kämmerer, geheimer Rat, Oberstkriegskommissar und Rentmeister von Burghausen, für Kurfürst Maximilian Josef von 1762 zu entnehmen, dass der Landesherr dazu neigte, Seibersdorf in andere Hände zu geben. Der Kurfürst versprach nun dem Freiherrn von Berchem und seiner männlichen Deszendenz die Anwartschaft auf Seibersdorf, das aber noch in den Händen von Ferdinand Marquard Joseph von Offenheim war. Dem Freiherrn von Berchem wurde eine Eventualinvestitur zugesagt. 1779 gelangte Seibersdorf dann durch Kurfürst Karl Theodor in den Besitz des Karl Graf von Berchem.

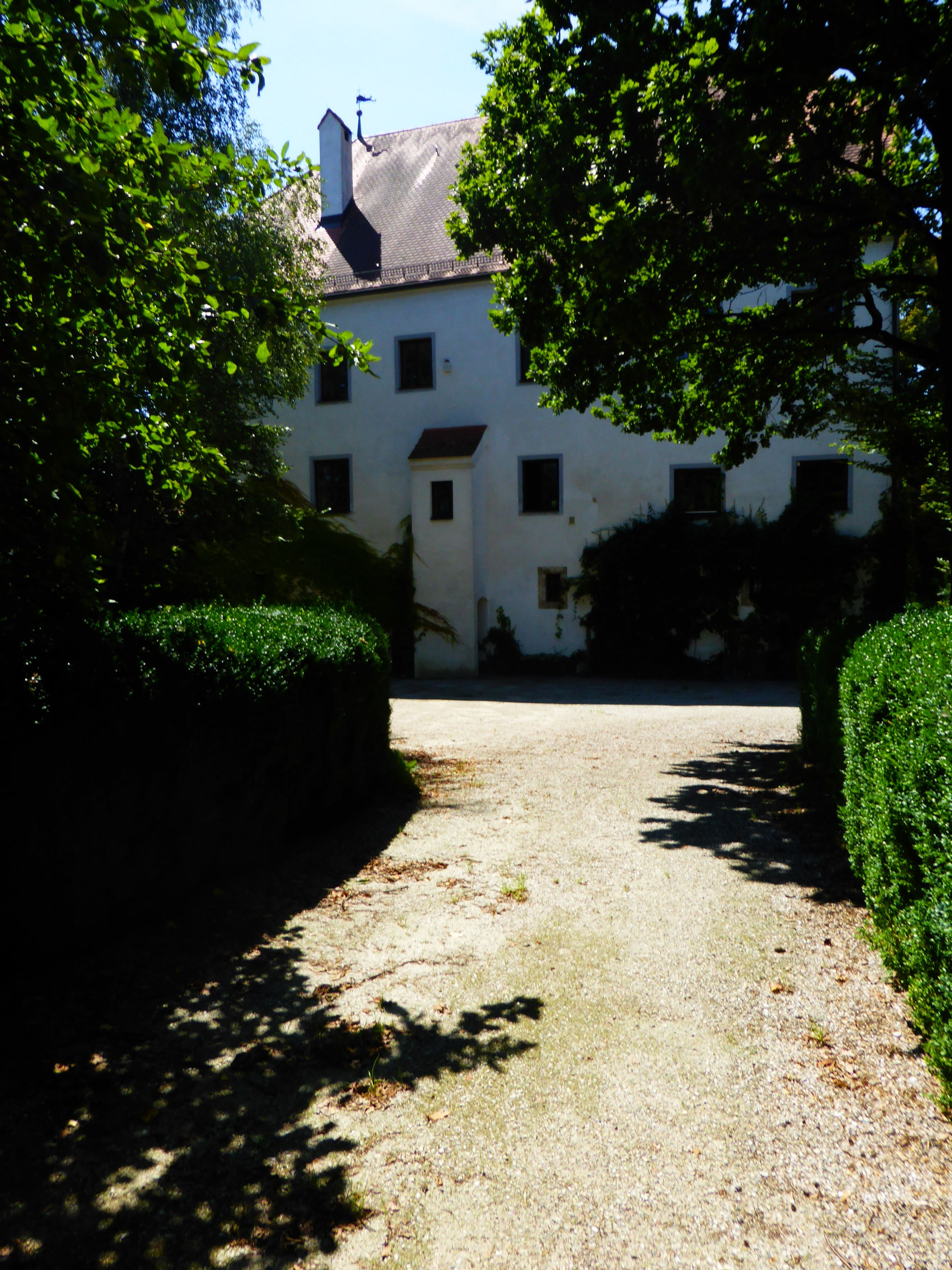
Schloss Seibersdorf

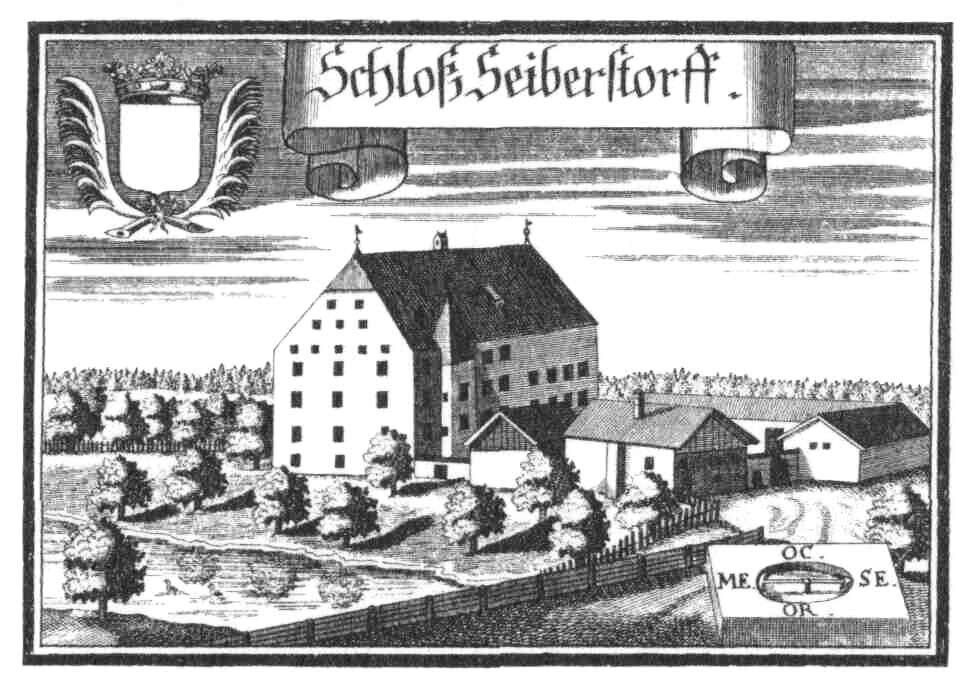
Schloss Seibersdorf in nach einem Stich von Michael Wening von 1721

## Schloss Seibersdorf einst und jetzt
Ein hochmittelalterlicher Vorgängerbau des heutigen Schlosses bestand vermutlich seit dem 12. Jahrhundert. In der ersten Hälfte des 16. Jahrhunderts wurde wohl zeitgleich mit dem Besitzübergang des Schlosses von den Seibersdorfern auf die Offenheimer das heute noch nahezu vollständig erhaltene neuere und größere Schloss angebaut. In den ältesten bayrischen Landkarten, den Landtafeln von Apian aus der Mitte des 16. Jahrhunderts, findet sich eine Miniaturansicht von Schloss Seibersdorf. Es sind dort noch beide Schlösser nebeneinander dargestellt. Der spätere Stich von Michael Wening von 1721 zeigt nur noch einen einzelnen dreigeschossigen Bau mit einem auskragenden und mit einem Spitzdach gedeckten Turm auf einer Seite. Nach einem darauffolgenden 100-jährigen Dornröschenschlaf, als das Schloss leerstand und dem Verfall preisgegeben war, wurde es in der 2. Hälfte des 19. Jahrhunderts zu einem Wohnhaus mit kleineren Räumen umgebaut. Ende des 20. Jahrhunderts endlich wurde das Schloss grundlegend saniert und restauriert. Dabei wurden die im 19. Jahrhundert erfolgten Ein- und Umbauten am Schloss rückgängig gemacht und die ursprüngliche Raumstruktur sowie das äußere Erscheinungsbild des Schlosses weitgehend wiederhergestellt. Auf der Südseite wurde zu diesem Zwecke auch die ursprünglich vorhandene Wendeltreppe wiedererrichtet. Der heutige dreigeschossige Bau entspricht im Wesentlichen dem neueren Schloss aus dem 16. Jahrhundert. Er enthält aber auch Reste des älteren mittelalterlichen Baubestandes.
Das Schloss befindet sich in Privatbesitz und kann nicht besichtigt werden.

Wappen von Kirchdorf am Inn

Das Wappen der Gemeinde Kirchdorf am Inn vereint die Familienwappen zweier Adelsfamilien: Der Löwe steht für die Herren von Offenheim, der Schild mit der Stufenteilung für die Herren von Seibersdorf (Seiboldsdorf).